# Hirticollis
Hirticollis is een geslacht van kevers van de familie snoerhalskevers (Anthicidae).

## Soorten
- H. fascifer (Uhmann, 1983)
- H. hispidus Rossi, 1792
- H. jacqueti Pic, 1893
- H. quadriguttatus (Rossi, 1792)